# Резерфорд, Майк
Майкл (Майк) Джон Кли́от Кро́уфорд Ре́зерфорд (англ. Michael John Cleote Crawford Rutherford; 2 октября 1950, Гилфорд, Англия) — британский гитарист и бас-гитарист, один из основателей и бессменный участник знаменитой британской прогрок-группы Genesis; впоследствии занимался сольной карьерой и выступает в составе супергруппы Mike & the Mechanics.

## Биография

### Ранние годы

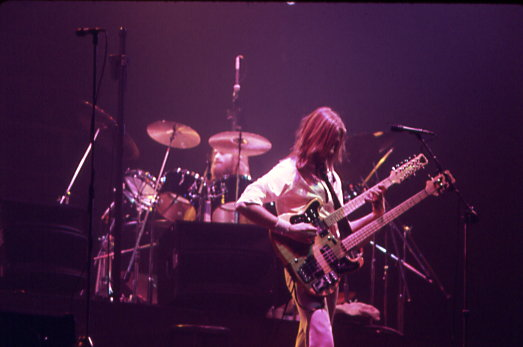
Майк Резерфорд на концерте Genesis в Торонто 3 июня 1977 года

Майк Резерфорд родился в 7.30 утра 2 октября 1950 года в семье капитана британского королевского военно-морского флота Уильяма Резерфорда и его супруги Аннет Кроуфорд. В детстве он посещал начальную школу в городе Хойлейк в графстве Мерсисайд недалеко от Ливерпуля. В это время он впервые проявил интерес к музыке и захотел научиться играть на гитаре. Его первым музыкальным инструментом стала подаренная родителями шестиструнная акустическая гитара. В то время Майку было 7 лет. Позже он признавался: 
За первый год я выучил всего три аккорда, и для моих пальцев это было ужасно болезненно и мучительно.
 В сентябре 1964 года в возрасте 13 лет Резерфорд поступил учиться в школу Чартерхаус, где вскоре познакомился с Энтони Филлипсом, а затем Тони Бэнксом и Питером Гэбриелом, будущими основателями группы Genesis.

### Другие проекты
Red 7 (1984—1987). Майк выпустил с этой группой два альбома. Песня Heartbeat стала настоящим хитом. Её можно услышать в таком культовом фильме как «Охотник на людей» (1986) режиссёра Майкла Манна.

## Дискография

### Сольные альбомы
- 1980 Smallcreep's Day
- 1982 Acting Very Strange

### С группой Genesis
Майк Резерфорд и Тони Бэнкс — единственные из участников Genesis, принявшие участие во всех без исключения студийных и концертных записях группы, начиная с первого альбома From Genesis to Revelation до последнего концертника Live over Europe 2007. Более подробная информация о дискографии Genesis находится в основной статье.
Студийные альбомы
- 1969 From Genesis to Revelation
- 1970 Trespass
- 1971 Nursery Cryme
- 1972 Foxtrot
- 1973 Selling England by the Pound
- 1974 The Lamb Lies Down on Broadway
- 1976 A Trick of the Tail
- 1976 Wind & Wuthering
- 1978 ...And Then There Were Three...
- 1980 Duke
- 1981 Abacab
- 1983 Genesis
- 1986 Invisible Touch
- 1991 We Can't Dance
- 1997 Calling All Stations

Концертные альбомы
- 1973 Genesis Live
- 1977 Seconds Out
- 1982 Three Sides Live
- 1992 The Way We Walk, Vol I: The Shorts
- 1993 The Way We Walk, Vol II: The Longs
- 2007 Live Over Europe 2007

Сборники
- 1986 Rock Theatre
- 1998 Genesis Archive 1967-75
- 1999 Turn It on Again: The Hits
- 2000 Genesis Archive 2: 1976-1992
- 2004 Platinum Collection
- 2007 Turn It on Again: The Hits - The Tour Edition

### С группой Mike & The Mechanics
Студийные альбомы
- 1985 Mike & The Mechanics
- 1988 The Living Years
- 1991 Word of Mouth
- 1995 Beggar on a Beach of Gold
- 1999 Mike & The Mechanics
- 2004 Rewired
- 2011 The Road'
- 2017  Let Me Fly

Сборники
- 1996 Hits
- 2000 Favourites/The Very Best Of